# فنویل (میشیگان)
فنویل، میشیگان (به انگلیسی: Fennville, Michigan) یک شهر در ایالات متحده آمریکا با جمعیت ۱٬۳۹۸ نفر است که در میشیگان واقع شده‌است.

## موقعیت جغرافیایی
موقعیت جغرافیایی شهرها و مناطق اطراف به شرح زیر است: